# Црква Свете Преподобномученице Параскеве у Мозгову
Црква Свете Преподобномученице Параскеве у Мозгову, насељеном месту на територији општине Алексинац, припада Епархији нишкој Српске православне цркве.
Црква посвећена Светој Петки је подигнута из 1936. године у време пароха Предрага Јосића. Освештана је 1937. године од стране епископа нишког Јована Илића. Црква је подигнута као спомен капела изгинулим борцима у Балканским и Првом светском рату. Поред саме цркве се налази звоник и парохијски дом изграђен 1980. године. Антиминс је освећен 1937. године и потписан руком епископа Јована Илића.